# Samuel Fauche
Pour les articles homonymes, voir Fauche (homonymie).
Samuel Fauche, né le 15 novembre 1732 à Neuchâtel et décédé le 10 avril 1803 dans cette même ville, est un libraire et éditeur emblématique de la principauté de Neuchâtel alors sous souveraineté prussienne. Grâce à une situation géographique stratégique, il profita de sa proximité avec la France pour diffuser des ouvrages interdits et des rééditions illicites, souvent en collaboration avec des confrères français.

## Biographie

### Jeunesse et formation
Fils de Jean-Rodolphe Fauche, forestier, et de Suzanne Berthoud, Samuel Fauche est né le 15 novembre 1732 à Neuchâtel, dans la principauté du même nom,. Il est d'abord scolarisé à la Maison de Charité de Neuchâtel, puis effectue un apprentissage de libraire chez Mussi, à Morat, dans l'actuel canton suisse de Fribourg, à partir de 1746. Plus tard, il travaille comme relieur à Lausanne, au service de François Grasset.

### Les débuts d’une carrière d’éditeur
En 1753, Samuel Fauche ouvre sa propre librairie à Neuchâtel. Outre ses activités de libraire, il édite occasionnellement des livres religieux et des documents officiels. En 1759, il est sollicité par les imprimeurs parisiens de l'Encyclopédie – Le Breton, Briasson, David et Durand – pour servir de couverture après la révocation de leur privilège. Les dix derniers volumes de l’œuvre monumentale paraissent sous la mention « Samuel Fauche à Neuchâtel » entre 1759 et 1766, suivis de cinq volumes supplémentaires et onze volumes de planches jusqu’en 1772,. Dans les années 1760, il cherche à éditer les œuvres de Jean-Jacques Rousseau, mais l'impression des Lettres écrites de la Montagne fait scandale et le projet pour l'instant s'arrêtera-là. 

### Fondation de la Société typographique neuchâteloise
En 1769, Samuel Fauche cofonde la Société typographique neuchâteloise aux côtés de Jonas Pierre Berthoud, Jean Elie Bertrand et Frédéric Samuel Ostervald. Toutefois, en 1772, il est exclu de cette Société pour avoir publié sans autorisation et à propre son compte, le pamphlet de Morande, le Gazetier cuirassé,. La publication de cet ouvrage provoque un procès intenté par ses anciens associés.

### Une imprimerie indépendante
Après son exclusion, Samuel Fauche fonde sa propre imprimerie en 1773 et obtient le statut de maître-imprimeur le 21 septembre de la même année,. Il remet ça avec Rousseau en 1775 et édite une nouvelle édition des Œuvres complètes du "citoyen de Genève" en 11 volumes. À partir de 1778, il publie des ouvrages scientifiques, des œuvres d'écrivains français qui ne peuvent être publiés en France, ainsi que des contrefaçons. Il publie notamment des livres scientifiques de Charles Bonnet et d'Horace Bénédict de Saussure. La publication d'ouvrages scientifiques tels que ceux de Charles Bonnet demande des ressources importantes et Fauche doit emprunter auprès de bailleurs de fonds tels que Daniel et Henri de Meuron. La publication des œuvres de Bonnet, en deux éditions, l'une en dix volumes et l'autre en dix-huit volumes, est considérées comme l'une des entreprises éditoriales les plus importantes dans la Neuchâtel du XVIIIe siècle. La publication d’essais littéraires, de Louis-Sébastien Mercier ou comme L’Essai sur le despotisme de Mirabeau  en 1775, s’avère financièrement plus rentable.

### Difficultés et fin de carrière
En 1777, deux de ses fils, l'aîné Jonas et Abraham-Louis, rejoignent l’entreprise familiale, accompagnés de Jérémie Wittel, futur gendre de Samuel. Cependant, à l’été 1781, une querelle entre Fauche et Louis-Sébastien Mercier provoque le départ de Jonas et de Jérémie Wittel. Jonas et Wittel trouvent provisoirement un emploi à la STN avant de fonder, avec un partenaire, la Société Jonas Samuel Fauche fils aîné, Favre et Compagnie. Ils acquièrent alors les droits du Tableau de Paris de Mercier,. Cette nouvelle entreprise se spécialise dans la publication de pamphlets licencieux de Mirabeau, tels que l’Erotika Biblion de Mirabeau publié sans nom d'auteur mais avec la mention fictive et provocatrice, « Imprimerie du Vatican » et Thérèse philosophe. Elle disparaît dès l’été 1785. Après avoir quitté son apprentissage auprès du libraire Virchaux à Hambourg pour seconder son père, Jonas s’embarque  pour la Caroline du Sud, où il fait carrière dans l’armée. Pierre-François et Abraham-Louis poursuivent leur propre carrière éditoriale : Pierre-François dirige les comptoirs de Brunswick et Hambourg et se spécialise dans l’édition d’ouvrages d’émigrés tandis qu’Abraham-Louis, après avoir fondé sa propre imprimerie en 1789, devient un agent actif des réseaux contre-révolutionnaires en terre allemande. 
Le catalogue de Samuel Fauche atteint à son apogée environ 800 titres, rivalisant ainsi avec celui de la STN. Il conserve ses presses jusqu'à son décès le 10 avril 1803 à Neuchâtel où il imprime des ouvrages de moindre envergure, comme à ses débuts